# 양철북 (영화)
양철북(독일어: Die Blechtrommel)은 1979년 서독에서 개봉한 영화이다. 감독은 폴커 슐렌도르프, 주연은 데이비드 베넨과 마리오 아도프이다. 원작은 귄터 그라스의 동명의 소설이다.

## 줄거리
이 영화는 제2차 세계 대전 전후 단치히 자유시에서 나고 자란 소년 오스카 마체라트를 중심으로 전개된다. 그는 믿을 수 없는 화자로서 이야기의 사건들을 회상한다. 오스카는 폴란드계 카슈비아인 아그네스 브론스키의 아들로, 브론스키는 독일인 요리사 알프레드 마체라트와 결혼했다. 아그네스는 폴란드 우체국 직원 얀과 그녀의 사촌과 몰래 불륜을 저지르다. 알프레드와 얀은 친구 사이이며, 알프레드는 아내의 불륜을 대부분 의도적으로 모른 채 행동한다. 오스카의 친자 관계는 불분명하지만, 그는 자신이 얀의 아들이라고 믿는다.
이 영화는 카슈비아 시골 지역(현재 폴란드)의 경범죄자 요제프 콜라이체크가 아그네스를 임신하는 것으로 시작된다. 그는 안나 브론스키라는 젊은 여성의 치마 속에 숨어 성관계를 가지게 되고, 안나는 그를 수색하던 군인들이 근처를 지나갈 때 감정을 숨기려 애쓴다. 이후 안나는 아그네스를 낳는다. 조셉은 1년 동안 당국을 피해 도망다녔지만, 다시 발견되자 호수에 뛰어들어 다시는 볼 수 없었다. 오스카는 그가 익사했거나 미국으로 도망쳐 백만장자가 되었을 것이라고 추측한다.
1927년, 오스카는 세 살 생일에 양철 북을 선물받는다. 술에 취한 부모님과 친구들의 어리석은 짓을 떠올리며, 오스카는 더 이상 자라지 않기로 결심하고 지하실 계단에서 몸을 던진다. 그날부터 그는 더 이상 자라지 않는다. 오스카는 목소리로 유리를 깨뜨릴 수 있다는 사실을 알게 되는데, 화가 났을 때 자주 사용하는 능력이다. 한번은 나치 집회 참석자들이 북소리를 내며 왈츠를 추게 만들기도 한다. 서커스를 방문한 오스카는 열 살에 성장을 멈춘 난쟁이 베브라와 친구가 된다.
알프레드, 아그네스, 얀, 오스카는 해변으로 나들이를 갔다가 장어잡이가 말 머리에서 미끼로 쓸 장어를 채취하는 모습을 보게 된다. 그 광경에 아그네스는 계속 토한다. 알프레드는 장어를 몇 마리 사서 그날 저녁 식사로 준비한다. 그가 아그네스에게 그것들을 먹으라고 고집하자, 아그네스는 심란해 침실로 숨어든다. 얀이 들어와 그녀를 위로하는데, 이 모든 것이 옷장에 숨어 있던 오스카의 귀에 들린다. 오스카는 차분히 저녁 식탁으로 돌아와 장어를 먹는다. 그 후 며칠 동안 그녀는 생선을 마구 먹는다. 오스카의 할머니는 아그네스가 얀과의 관계 때문에 임신을 걱정하고 있다는 사실을 밝혀낸다. 분노한 아그네스는 아이를 절대 낳지 않겠다고 맹세한다. 그녀는 얼마 지나지 않아 누적된 스트레스로 인해 사망한다.
장례식에서 오스카는 그에게 새 드럼을 공급해 주는 친절한 유대인 장난감 상인 지기스문트 마르쿠스를 만난다. 마르쿠스는 아그네스를 사랑했던 사람이다. 두 명의 조문객은 마르쿠스가 유대인이라는 이유로 마르쿠스를 떠나라고 명령한다. 나치즘이 득세하고 있었고, 단치히의 유대인과 폴란드 주민들은 점점 더 큰 압박을 받고 있었다. 마르쿠스는 나중에 자신의 가게가 파손되고 SA 요원들이 유대교 회당을 불태운 후 자살한다.
1939년 9월 1일, 오스카와 얀은 오스카의 드럼을 수리해 줄 코비엘라를 찾아 나선다. 얀은 나치의 저지선에도 불구하고 폴란드 우체국에 잠입하여 나치와의 무장 대치에 가담한다. 이어진 전투에서 코비엘라는 총에 맞아 사망하고 얀은 부상을 입는다. 그들은 코비엘라가 죽고 독일군이 우체국을 점령할 때까지 스캇을 연주한다. 오스카는 집으로 끌려가고, 얀은 체포되어 처형된다.
알프레드는 16세 독일 소녀 마리아를 자신의 가게에서 일하도록 고용하고, 오스카는 그녀를 유혹한다. 나중에 알프레드가 마리아와 성관계를 갖는 것을 알게 된 오스카는 방으로 뛰어들어 알프레드에게 사정하게 한다(임신을 피하기 위해 사정을 해야 할 예정이었지만). 마리아는 알프레드가 실수로 인공수정을 시킨 것이 오스카 때문이라고 비난하자 화를 낸다. 마리아의 질에 묻은 정액을 씻어내려고 헹구던 중 오스카와 마리아는 다투고, 오스카는 마리아의 사타구니를 가격한다. 마리아는 나중에 아들을 낳고, 오스카는 그 아들이 자신의 아들이라고 확신한다. 오스카는 또한 지역 식료품점 주인이자 스카우트 지도자의 아내인 리나 그레프와 짧은 성관계를 갖는다. 남편이 히틀러 유겐트 소년단원들과 더 많은 시간을 보내는 것을 선호했기 때문에 리나는 성적 좌절감을 느꼈을 것으로 추측된다. 리나의 남편은 나중에 이웃에게 소년들과 "놀다"는 사실을 들키고 나치 당국에 신고한 후 자살한다.
제2차 세계 대전 중 오스카는 베브라의 인기 극단에서 또 다른 난쟁이 공연자인 베브라와 로스비타를 만난다. 오스카는 유리가 깨질 듯한 자신의 목소리를 이용해 그들과 함께 공연하기로 결심한다. 오스카와 로스비타는 불륜을 저지르지만, 연합군의 노르망디 상륙 작전 중 순회 공연 중 포격에 맞아 사망한다.
오스카는 집으로 돌아온다. 단치히의 많은 부분이 파괴되었고, 러시아인들이 빠르게 다가오고 있다. 그는 마리아의 세 살배기 아들 쿠르트에게 자신의 것과 같은 양철 드럼통을 준다. 러시아 군인들이 오스카의 가족과 리나가 숨어 있는 지하실에 침입한다. 그들은 리나를 윤간하고, 알프레드는 나치당 핀을 삼키고 격렬하게 질식하여 오스카에게 배신당한 것으로 보이는 군인에게 살해된다. 알프레드의 가게는 트레블린카에서 살아남은 유대인 생존자인 마리우시 파잉골트가 차지하고, 그는 알프레드의 소박한 장례를 준비한다.
알프레드의 장례식이 거행되는 동안 오스카는 어른이 되기로 결심하고 자신의 드럼통을 무덤에 던진다. 그때 쿠르트가 그의 머리에 돌을 던지고, 오스카도 무덤 속으로 떨어진다. 그 후, 장례식에 참석한 한 사람이 오스카가 다시 성장하고 있지만 심각한 부상을 입었다고 알린다. 오스카, 마리아, 쿠르트는 독일로 떠나지만, 할머니는 폴란드에 남는다.

## 출연

### 주연
- 다비트 베넨트
- 마리오 아도르프

### 조연
- 앙겔라 빙클러
- 다니엘 올브리츠키
- 카타리나 탈바흐
- 찰스 아즈나버

## 수상
- 1980년 제6회 LA 비평가 협회상
  - 외국어영화상 《폴커 슐렌도르프》

- 1980년 제52회 미국 아카데미 시상식
  - 외국어영화상

- 1979년 제32회 칸영화제
  - 황금종려상 《폴커 슐렌도르프》